# Kia pro cee'd

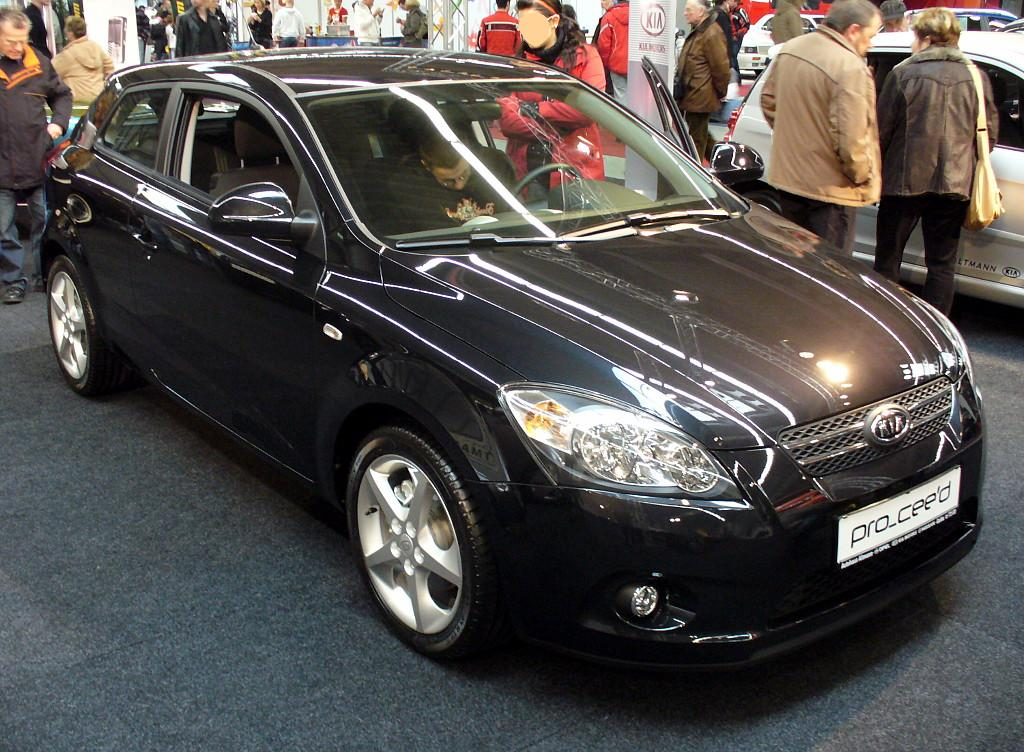
Kia Pro cee´d 1. generace

Třídveřový hatchback automobilky Kia byl představen v roce 2007 na autosalonu ve Frankfurtu. Začal se vyrábět ve slovenské Žilině a prodávat na začátku roku 2008. V podstatě jde o menší verzi 5dveřového modelu cee´d s inovací částí karoserie a předních blatníků. První generace pro_cee´d byla často přirovnávána k Audi A3.

## Druhá generace vozu
Druhou generaci vozu pro Cee´d vydala Kia v roce 2013. Na rozdíl od předchozí generace nemá jeho karoserie stejné prvky jako 5dveřový model. Na nový model se především díky jeho vzhledu snesla vlna pozitivní kritiky. Sportovnímu vzhledu dodalo především zmenšení přední masky a celkové snížení vozu. Vůz získal ocenění Red Dot Design - best of the Best 2013.

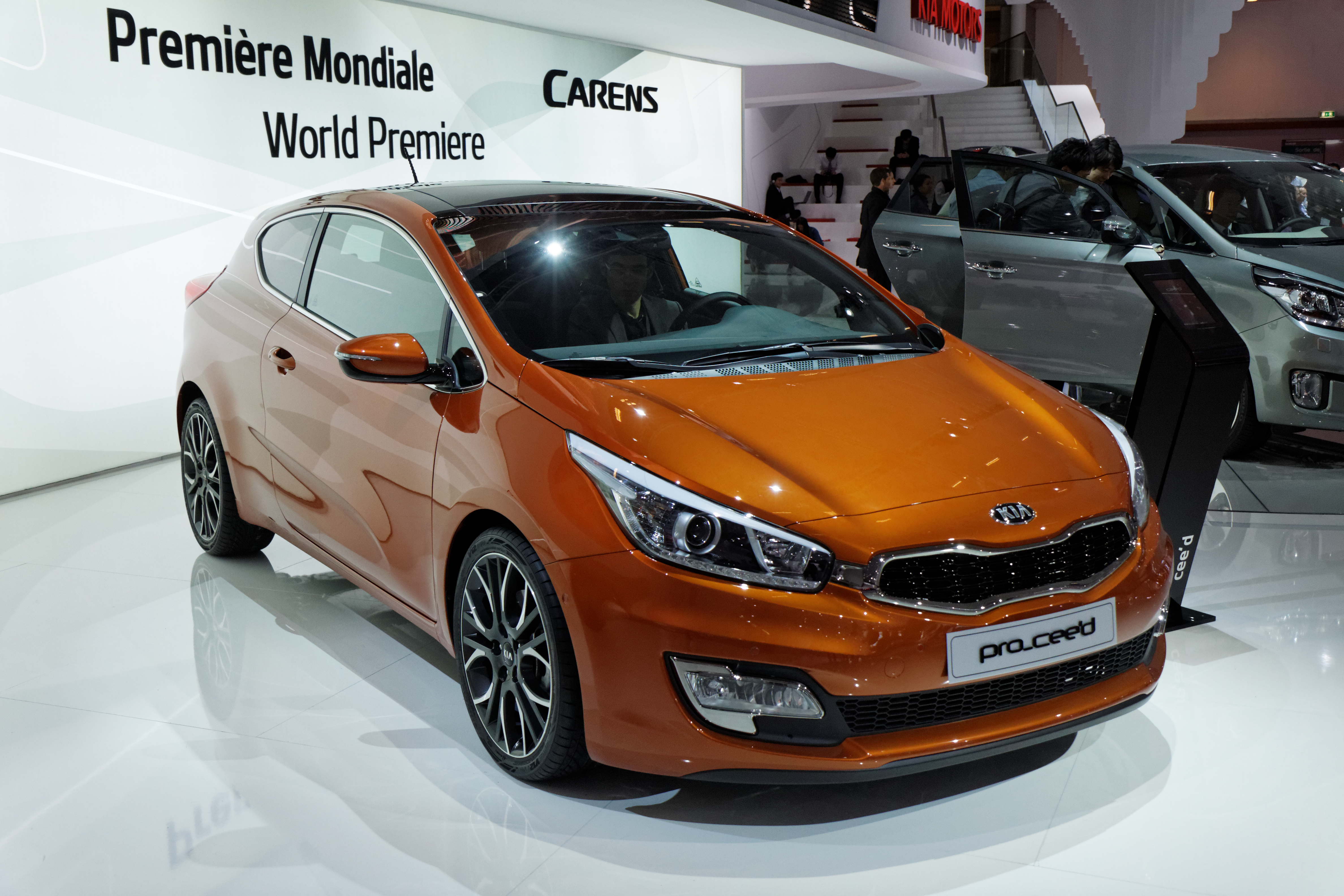
Kia Pro cee´d 2. generace

### Dostupné motorizace
- Čtyřválec 1,4 MPI (73,2 kW / 100 k) benzín
- Čtyřválec 1,6 GDI (99 kW / 135 k) benzín
- Čtyřválec 1,4 WGT (66 kW / 90 k) diesel
- Čtyřválec 1,6 VGT (81 kW / 110 k, resp. 94 kW / 128 k) diesel

## Kia pro_cee'd GT
1. července 2013 Kia představila pro_cee'd GT (5dveřové Cee'd GT bylo vypuštěno v lednu 2014). Pro_cee'd GT je první vůz automobilky Kia zaměřený čistě na výkon.
Pro Cee´d má zážehový čtyřválec 204 HP 1,6 Turbo GDI o výkonu 150 kW, který pomocí šesti rychlostí dosáhne 265 Nm. Z 0 na 100 km/h zrychlí za 7,7 sekund a dosáhne nejvyšší rychlosti 230 km/h. Základní hmotnost vozu je 1359 kg, což také napomáhá výkonnosti vozu. Motor Gamma T-GDI přeplňuje dvoukomorové turbodmychadlo, díky kterému vůz dosahuje otáčky blížící se až k 6000 min-1.